# 유엔 안전 보장 이사회 결의 제1718호
유엔 안전 보장 이사회 결의 제1718호는 조선민주주의인민공화국의 무기 수출을 금지하는 내용이다. 조선민주주의인민공화국의 제1차 핵실험 직후에 만장일치로 통과되었다. 이 결의로 유엔 안보리 대북제재위원회가 설립되었다. 참고 

## 역사 및 본문
2006년 10월 14일, 15개국 만장일치로 채택되었다. 미국 유엔 대사는 존 볼턴이었다.
결의안은 "북한이 핵프로그램과 대량살상무기(WMD)를 완전하고, 검증가능하며, 되돌릴 수 없는 방식으로 포기(abandon)해야 한다."고 명시했다. 미국이 주장하는 CVID를 반영했다.
2006년부터 2017 사이에 유엔 안보리가 채택한 대북제재 결의는 모두 11 건이지만, 2016년 이전에 채택된 5건(1695, 1718, 1874, 2087, 2094)은 대량살상무기(WMD)와 무기거래를 금지하는 내용이며, 외화 가득, 석유 확보 등 북한이 절실하게 필요로 하는 것들에 대해서는 구체적인 제재를 담아내지 않았다. 이에 비해 2016년 이후 채택된 6건 중 북한이 해제를 요구한 5건(2270, 2321, 2371, 2375, 2397)은 석탄, 철광석 등 주요광물 수출, 북한의 석유 및 정유제품 수입, 대북 투자, 해외 노동자 송출 등을 금지 또는 제한한 것으로써 당연히 민수경제와 인민생활에 지장을 주면서 북한정권의 ‘목줄’을 압박하는 것들이다.
1718호는 무기를 제외한 그 외 어떤 품목에도 금수 조치를 취하지 않고 있다.
1718호에는 "모든 회원국들은 국내법과 국제법에 따라 핵 및 화생방 무기의 밀거래와 전달 수단 및 물질을 막기 위해 안보리 결의가 이행될 수 있도록 북한으로부터의 화물 검색 등 필요한 협력조치를 취하도록 `요청한다'(call upon)"는 내용이 포함됐다. `요청한다'(call upon)는 표현은 `요구한다'(demand)나 `결정한다'(decide)에 비해 강제적인 이행 의무를 부과하느냐는 측면에서 강도가 약한 표현이다.
결의 1718호의 가장 큰 특징은 대북 결의에 유엔 헌장 7장을 처음으로 원용한 것이다.
2006년 7월 북한의 대포동 2호 발사를 계기로 채택된 유엔 안전 보장 이사회 결의 제1695호의 경우 헌장 7장을 언급하지 않아 강제적 효과가 없는 것으로 해석됐지만, 1718호는 유엔의 경제 ·군사 제재가 규정된 '유엔 헌장 7장에 따라 행동하고, 41조(경제 제재 근거)규정에 따라 조치한다'고 밝혀 고강도 행동 강령임을 밝혔다.
특히 1695호의 경우 미사일 및 대량살상무기(WMD) 관련 물질의 이전 금지에만 초점을 맞췄지만, 1718호는 WMD 외에 다음으로 제재 대상과 범위를 확대했다.
- 북한에 있는 해외 은행들에 대한 제재와 중앙은행 포함한 모든 북한 은행들의 거래 감시
- 북한에 대한 무기금수조치 강화•연장
- 북한에 대한 전차 등 중화기 판매와 탄도미사일 관련 기술 지원 금지
- 금지 대상의 물품을 북한으로 운송하는 것으로 의심되는 경우의 선박을 공해상에서 검사하거나 해당 물품을 처분•압류

주요 내용 본문
S/RES/1718
탄도미사일 발사 금지
유엔 안보리 결의 1718호는 "북한이 추가적인 핵실험과 탄도미사일 발사를 하지 말 것을 요구하고…북한은 탄도미사일 프로그램과 관련된 모든 활동을 중단하고 기존의 미사일 발사 유예 약속을 지켜야 한다고 결정하고…북한은 모든 기존의 대량파괴무기와 탄도미사일 프로그램을 완전히, 검증 가능하고 되돌릴 수 없는 방식으로 버려야 한다고 결정한다."고 규정하고 있다.
북한이 탄도 미사일을 발사하면, 1718호 위반이며, 1874호도 거론된다.

## 전문
각주
1. ↑  ‘노딜’로 끝난 美·北 정상회담: 교훈과 향후과제, ifspost, 2019.03.05.